# ミー・タム
ミー・タム（Mỹ Tâm、本名：Phan Thị Mỹ Tâm、漢字：潘氏美心、1981年1月16日 - ）は、ベトナム・ダナン出身の歌手・女優である。
| スタブアイコン | サブスタブ | この項目は、まだ閲覧者の調べものの参照としては役立たない、歌手に関連した書きかけの項目です。この項目を加筆・訂正などしてくださる協力者を求めています（P:音楽/PJ:芸能人）。 |